# 大岡秀朗
大岡 秀朗（おおおか ひであき、1955年〈昭和30年〉9月18日 - ）は、日本の実業家でメルセデス・ベンツ日本株式会社常務取締役を務めた。
三河西大平藩大岡家第15代当主。

## 経歴
第14代当主の大岡忠輔の婿養子となり、後に大岡家の当主に就く。

## 系譜
- 義父：大岡忠輔 - 第14代当主。クノール食品社長[3]。
- 長男：大岡幹忠